# Abdul Hai Habibi
Abdul Hai Habibi (en pastún: عبدالحى حبيبي‎, en persa: عبدالحی حبیبی‎) – ʿAbd' ul-Ḥay Ḥabībi) (Kandahar, 1910 – Kabul 9 de mayo de 1984) fue un destacado historiador afgano durante gran parte de su vida, así como miembro de la Asamblea Nacional de Afganistán (Parlamento afgano) durante el reinado del rey Mohamed Zahir Shah. Fue un nacionalista pastún de la tribu Kakar de Kandahar, Afganistán, comenzó como un joven maestro que se abrió camino hasta convertirse en escritor, académico, político y Decano de la Facultad de Literatura de la Universidad de Kabul. Es autor de más de 100 libros, pero es más conocido por editar Pata Khazana, un antiguo manuscrito en pastún que afirmó haber descubierto en 1944, la comunidad académica, sin embargo, no está de acuerdo unánimemente sobre su autenticidad.

## Biografía
Habibi nació en la ciudad de Kandahar en Afganistán en 1910, en una familia pastún de eruditos de la tribu Kakar. Era bisnieto de Allamah (título honorífico islámico para un erudito profundo, un erudito, un hombre de gran lectura y erudición, o un gran erudito.) Habibullah, el eminente erudito conocido como "intelectual de Kandahari", autor de muchos libros. El padre de Habibi murió a una edad temprana y creció estudiando en las mezquitas de Kandahar, y en 1920 fue admitido en la escuela primaria de Shalimar. Siendo bueno en sus estudios, recibió su diploma a la edad de 15 años y comenzó a trabajar como maestro en las escuelas primarias de Kandahar. En 1927 fue nombrado director adjunto del semanario afgano Tulo en Kandahar y tres años más tarde se convirtió en director del periódico.
En la década de 1950, se vio obligado a exiliarse y fue a vivir a Peshawar, en la vecina Pakistán, debido a su oposición al primer ministro afgano (entre 1946–1953), Shah Mahmud Khan. Mientras estaba en el exilio, publicó una revista llamada Azad Afganistán (Afganistán Libre). Se le permitió al regresar a su país en 1961 para convertirse en profesor en la facultad de literatura de la Universidad de Kabul. En 1966, fue nombrado presidente de la Sociedad Histórica de Afganistán y publicó varios libros sobre la historia de Afganistán.
Como académico, Habibi trabajó diligentemente durante toda su vida. Es autor de 115 libros y más de 500 trabajos y artículos sobre la literatura, la historia, la filosofía, la lingüística, la poética y la cultura del pueblo de Afganistán. Varios de sus libros se han traducido al inglés, árabe y alemán, y otros idiomas extranjeros. 
Abdul Hai Habibi murió el 9 de mayo de 1984, en Kabul, durante la guerra afgano-soviética.  Hablaba pastún y dari con fluidez.

## Resumen de cargos oficiales
- Docente en las escuelas primarias de Kandahar, 1925 a 1927.
- Subdirector del periódico afgano Tuloo-e, 1927 a 1931.
- Editor de Tuloo-e Afghan, 1931 a 1940.
- Presidente de Pashto Academy (Pashto Tolana) en Kabul, 1940 a 1941 (al mismo tiempo se desempeñó como vicepresidente del Departamento de Publicaciones).
- Asesor del Ministerio de Educación en Kabul, 1941 a 1944.
- Presidente del primer Colegio de Letras de la Universidad de Kabul, y presidente de la Academia pastún y profesor de Historia de la Literatura pastún, 1944 a 1946.
- Presidente del Departamento de Educación de Kandahar, 1946 a 1947.
- Agregado comercial en Quetta, Baluchistán, 1947.
- Representante electo de la provincia de Kandahar durante la séptima sesión de la Asamblea Nacional de Afganistán (Parlamento afgano), 1948 a 1951.
- Recibió el rango de profesor de la Universidad de Kabul en 1965.
- Presidente de la Sociedad Histórica de Afganistán, 1966 a 1971.
- Asesor en asuntos culturales del primer ministro Mohammad Musa Shafiq, 1972 a 1973.
- Profesor de literatura e historia, Universidad de Kabul, 1970 a 1977.
- Asesor del Ministerio de Información y Cultura, 1978 a 1982.

## Críticas
Pata Khazana, una de las principales obras de Habibi, ha sido cuestionada por varios eruditos prominentes por carecer de pruebas sólidas. El iranólogo (es un campo interdisciplinario que se ocupa del estudio de la historia, la literatura, el arte y la cultura de los pueblos iraníes) británico, David Neil MacKenzie, concluye de los anacronismos que el documento fue fabricado[cita requerida] solo poco antes de su supuesto descubrimiento en 1944. El argumento central de MacKenzie se refiere al uso de las letras pastunes modernas Dze (ځ [dz]) y Nur (ڼ [ɳ]) a lo largo del manuscrito. Estas letras solo se introdujeron en el alfabeto pastún en 1936 cuando el gobierno afgano reformó la ortografía pastún. Las dos cartas nunca se han encontrado simultáneamente en ningún manuscrito genuino antes de 1935.
Habibi respondió a sus críticos en 1977 declarando: 

"Obtuve el manuscrito escrito a mano con la ayuda del difunto Abdul Ali Khanozay, un originario de la tribu Kakar en Pishin en 1943. Primero lo traduje al persa, proporcionó notas explicativas y anotaciones y lo publicó en 1944 a través de la Academia Pastún. En 1961, el Departamento de Publicaciones y Traducción publicó cinco mil ejemplares de la edición original. Debido a la gran demanda del libro, la tercera edición fue publicada en 1976 por la Junta de Desarrollo Pastún del Ministerio de Información y Cultura. Esta edición contenía un facsímil completo del manuscrito original escrito a mano. Desde su publicación hace 33 años se han expresado diferentes opiniones sobre este libro y algunas personas han arrojado sus dudas sobre él. Algunos han dicho que he compuesto el libro, mientras que otros han afirmado que fue forjado por  Shah Hussain, hijo de  Haji Mirwais Khan. Tales afirmaciones se han escuchado a lo largo de los años, pero desafortunadamente, los críticos no han compilado ningún análisis detallado o escolástico del trabajo para que puedan ser estudiados y, si se encuentran refutables, comentados escolásticamente. Los académicos en este campo no han discutido este libro en detalle hasta ahora. Lo escrito ha sido breve y expresión de dudas. No se ha proporcionado ninguna crítica escolástica o positiva desde el punto de vista de la lingüística o etimología para que se pueda evaluar la autenticidad o falsificación de palabras y esclarecer los hechos."
Abdul Hai Habibi1977